# Brendan Doran
Brendan Doran (* 17. März 1979 in Long Beach, Kalifornien) ist ein ehemaliger US-amerikanischer Skispringer.

## Werdegang
Doran startete ab 1994 im Continental Cup (COC). Dabei erreichte er gleich zu Beginn gute Leistungen und wurde daraufhin für die Nordischen Skiweltmeisterschaften 1995 in Thunder Bay nominiert. Dort sprang Doran auf der Normalschanze auf den 50. und auf der Großschanze auf den 55. Platz. Ein Jahr später am 17. Februar 1996 startete er nach weiter guten Leistungen im Continental Cup erstmals im Skisprung-Weltcup. In den beiden Springen in Iron Mountain blieb er jedoch hinter den Erwartungen zurück und erreichte nur Platz 37 und 47. Vier Wochen später konnte er in Oslo mit Platz 11 seine ersten Weltcup-Punkte gewinnen.
Bei den Olympischen Winterspielen 1988 in Nagano sprang Doran auf der Normalschanze auf den 52. und auf der Großschanze auf den 58. Platz.
Bei der Nordischen Skiweltmeisterschaft 1999 in Ramsau am Dachstein und den weiteren Weltcup-Springen der folgenden Saison blieb er weitgehend erfolglos. Auch im Continental Cup blieb er ohne Erfolge. Am 19. Januar 2001 erreichte Doran mit dem 8. Platz in Park City die beste Platzierung seiner Karriere im Weltcup. Einen Tag später sprang er seinen letzten Weltcup.
Bei den Olympischen Winterspielen 2002 in Salt Lake City schied Doran beim Springen von der Großschanze bereits in der Qualifikation aus und erreichte von der Normalschanze den 44. Platz.
Im Continental Cup sprang er noch bis zum Ende der Saison 2001/02 und beendete anschließend seine aktive Skisprungkarriere im Alter von nur 23 Jahren.